# 尼古拉耶夫機場
尼古拉耶夫機場（烏克蘭語：Міжнародний аеропорт Миколаїв) IATA代码：；ICAO代码：）是烏克蘭尼古拉耶夫的主要機場，於1960年改建成客運機場，是烏克蘭南部最大、設備最完善的機場之一。2022年俄羅斯入侵烏克蘭後，烏克蘭對民航客機關閉領空。尼古拉耶夫機場的民航客運業務暫停。戰爭爆發後，尼古拉耶夫機場遭受嚴重破壞。